# چمن‌زار (فیلم)
چمن‌زار (انگلیسی: Meadowland) فیلمی در ژانر درام است که در سال ۲۰۱۵ منتشر شد. از بازیگران آن می‌توان به اولیویا وایلد اشاره کرد.
این فیلم در بررسیِ جمعیِ نقدها در وبگاه راتن تومیتوز ۹۶/۱۰۰ را دریافت کرده‌است.